# XFF
XFF(X-Forwarded-For)는 HTTP 헤더 중 하나로, 원래의 IP 주소를 식별하기 위한 표준 헤더이다.

## 형식
필드의 일반적인 형식은 다음과 같다:
X-Forwarded-For: client, proxy1, proxy2

## 대안
2014년을 기준으로 RFC 7239는 비슷한 목적에 XFF 대비 더 많은 기능을 제공하는 새로운 포워드 헤더를 표준화하였다. 포워드 헤더의 문법의 예는 다음과 같다:
```
Forwarded: for=192.0.2.60;proto=http;by=203.0.113.43
```

HAProxy는 "XFF"의 대안을 도입하였고 이는 래퍼 PROXY 프로토콜의 파싱에 더 효율적이다. 여러 전송 프로토콜에 사용 가능하며 내부 프로토콜의 점검이 필요하지 않으므로 HTTP에 국한되지 않는다.

## 같이 보기
- 인터넷 프라이버시